# 木阪ユク
木阪 ユク（きさか ゆく、1889年（明治22年）2月1日 - 1985年（昭和60年）11月22日）は、日本の女医。
広島女医界の草分けとして知られる。キリスト教徒であった木阪ユクは、信仰に基づく倫理観と奉仕の精神を持って医療活動を行い、生涯を医療の発展に捧げた。

## 経歴
広島県賀茂郡西高屋村（現・東広島市高屋町）出身。豪農・富岡家の四女として生まれる。1908年、東京女医学校（現・東京女子医科大学）を卒業。1910年、静岡市の多々良病院で産婦人科医として働く。1912年に西高屋村に帰り、産婦人科医院を開業。彼女の開いた木阪産婦人科医院は、木阪病院として現在も受け継がれている。
1912年、木阪次郎と結婚。その間に四子を生むが、1931年に先立たれた。

## 功績
地域住民の健康保持に尽力し、西条小学校の校医として50年間、児童の健康管理と保健指導に貢献した。1982年（昭和57年）7月17日に顕彰され、東広島市名誉市民として称えられた。

## 家系・親族
- 木阪義胤

## 関連書籍
- 北西英子『山陽路の女たち』（広島女性史研究会編著、ドメス出版、1985年）
- 三﨑裕子『明治女医の基礎資料』日本医史学雑誌　第54巻第3号（2008）281–29